# 比利亚韦尔德德瓜雷尼亚
比利亚韦尔德德瓜雷尼亚，是西班牙卡斯蒂利亚-莱昂萨拉曼卡省的一个市镇。 总面积16平方公里，总人口187人（2001年），人口密度12人/平方公里。